# Paweł Usidus
Paweł Usidus (ur. 2 marca 1969 w Wałczu) – polski historyk, urzędnik państwowy, działacz samorządowy i przedsiębiorca, Główny Inspektor Transportu Drogowego w 2007.

## Życiorys
Jest absolwentem Wydziału Historycznego Uniwersytetu im. Adama Mickiewicza w Poznaniu. W latach 1994–1998 był radnym Rady Miejskiej w Pile. W 1997 roku bezskutecznie kandydował w wyborach parlamentarnych z 2 miejsca pilskiej listy AWS (uzyskał 3 952 głosy). Od 1998 do 2001 był dyrektorem biura w Urzędzie Komitetu Integracji Europejskiej w Warszawie. W latach 2001–2006 pełnił funkcję pierwszego sekretarza w stałym przedstawicielstwie RP przy OECD w Paryżu.
W 2007 był Głównym Inspektorem Transportu Drogowego, a także członkiem Krajowej Rady Bezpieczeństwa Ruchu Drogowego. W latach 2008–2010 był radcą ministra w Urzędzie Komitetu Integracji Europejskiej, a następnie w Ministerstwie Spraw Zagranicznych.
Począwszy od 2010 prezes i dyrektor zarządzający w spółkach prawa handlowego.
Od lipca 2016 do lutego 2018 prezes zarządu Poczta Polska Usługi Cyfrowe sp. z .o.o. – spółki z grupy kapitałowej Poczty Polskiej, odpowiedzialnej za wdrażanie nowoczesnych elektronicznych usług pocztowych oraz rozwiązań IT dla społeczeństwa pod marką Envelo.